# محمد ادریس
حاجی محمد ادریس سرپرست فعلی بانک مرکزی افغانستان است. ادریس رئیس بخش مالی طالبان بود، اما هیچ تحصیلات مالی یا تحصیلات عالی رسمی ندارد.
ذبیح‌الله مجاهد سخنگوی طالبان در بیانیه ای گفت که رهبری امارت اسلامی مسئولیت بانک مرکزی افغانستان را به حاجی محمد ادریس سپرده‌است. هدف از این انتصاب سازماندهی نهادهای دولتی و نظام بانکی و حل مشکلات عمومی است.